# MBB SE
Die MBB SE ist eine mittelständische, familiengeführte Beteiligungsgesellschaft mit Hauptsitz in Berlin. Das Unternehmen wurde 1995 von Gert-Maria Freimuth und Christof Nesemeier gegründet, die bis heute die Mehrheit am Unternehmen halten.

## Geschichte
Das Unternehmen firmierte bis 1996 unter dem Namen „Nesemeier & Freimuth GmbH“. Einen höheren Bekanntheitsgrad errang die Gesellschaft durch den Kauf der „MBB Gelma Industrieelektronik GmbH“ von der Daimler-Benz Aerospace AG im Jahr 1997. Die „MBB Gelma Industrieelektronik GmbH“ war eine frühere Tochter des Messerschmitt-Bölkow-Blohm-Konzerns. Am 9. Mai 2006 führten die Gründer Christof Nesemeier und Gert-Maria Freimuth das in MBB SE umbenannte Unternehmen an die Deutsche Börse. Seit dem 20. Juni 2008 werden die Aktien der MBB SE im Börsensegment des Prime Standards gehandelt. Die Gründer sind bis heute die mehrheitlichen Eigentümer der Gesellschaft.

## Unternehmensprofil und Geschäftsmodell
Die MBB SE ist eine 1995 gegründete mittelständische, familiengeführte Unternehmensgruppe. Der Konzern umfasst sechs Tochterunternehmen mit 3.505 Mitarbeitern. Von den sechs Tochterunternehmen führte MBB mit der Aumann AG, der Delignit AG und der Friedrich Vorwerk Group SE bereits drei Beteiligungen an die Börse. Das Unternehmen konzentriert sich auf den Erwerb und das Management mittelständischer, technologiefokussierter Industrieunternehmen. Die MBB SE strebt dabei eine langfristige Zusammenarbeit und keinen Wiederverkauf an.

## Geschäftszahlen
Der Konzernumsatz belief sich im Geschäftsjahr 2023 auf 955 Mio. € nach 896 Mio. € im Vorjahr und das bereinigte EBITDA auf 80,2 Mio. € nach 93,2 Mio. € im Vorjahr. Das Eigenkapital betrug zum Jahresende 2023 763,9 Mio. € nach 769,5 Mio. € zum Jahresende 2022.

## Aktien
Das Grundkapital der MBB ist eingeteilt in 5.940.751 nennwertlose Inhaberstückaktien. Am 9. Mai 2006 erfolgte der erste Börsengang zu einem Ausgabekurs von 9,50 Euro. Seit dem 20. Juni 2008 dann der Wechsel in den Prime Standard der Frankfurter Wertpapierbörse, wodurch ein hoher und internationaler Transparenzstandard für die Aktionäre gewährleistet wird.

## Beteiligungen
Folgende Tochtergesellschaften werden bei der MBB konsolidiert:
- Delignit AG (seit 2003)
- Hanke Tissue Spolka z o.o. (seit 2006)
- DTS IT AG (seit 2008)
- CT Formpolster GmbH (seit 2010)
- Aumann AG (seit 2012)
- Friedrich Vorwerk Group (seit 2019)[9]